# Al-Jahra
al-Jahra è la seconda città più importante del Kuwait.

## Geografia fisica
La città è situata sotto il livello del mare raggiungendo circa i 100 metri d'altitudine. Non è affacciata sul mare pur essendovi vicina. Il clima raggiunge alte temperature nei mesi di luglio ed agosto (può arrivare sino ai 50 °C).

## Popolazione
La popolazione è in maggioranza di origine kuwaitania. Altre etnie sono di origini sud-asiatiche ed iraniane.

## Società

### Lingue e dialetti
L'arabo è la lingua più parlata.

## Risorse
Il petrolio, il gas naturale e il sale sono i punti di forza di questa città.

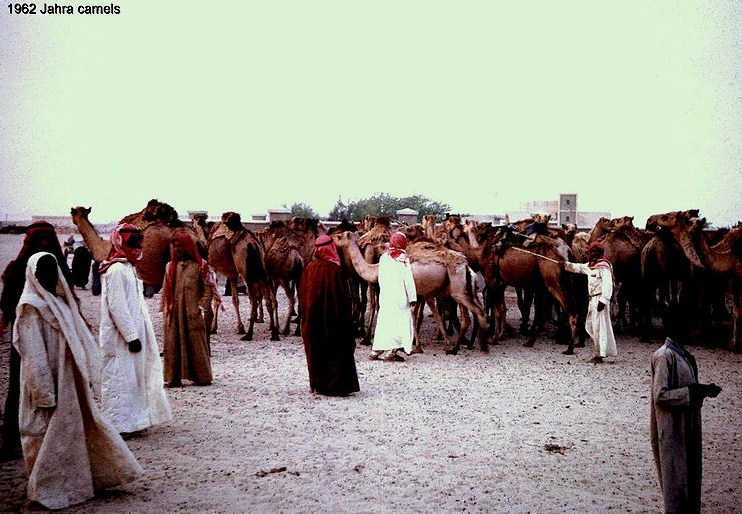
Mercato dei cammelli di Al Jahra, 1961

## Economia

### Turismo
Oltre alla capitale, Jahrah è una città non molto visitata a causa del clima caldo.